# Маріанне Кріл
Маріанне Кріл (англ. Marianne Kriel, 30 серпня 1971) — південноафриканська плавчиня.
Учасниця Олімпійських Ігор 1992 року, бронзова медалістка 1996 року.